# Tygrysek Daniel i jego sąsiedzi
Tygrysek Daniel i jego sąsiedzi – animowany program dla przedszkolaków opowiadający o przygodach małego Tygrysa o imieniu Daniel. Sympatyczni bohaterowie pomagają dzieciom rozwijać umiejętności społeczne. 

## Wersja polska
Wersja polska: Film Factory Studio

Reżyseria: Agnieszka Matysiak

Dialogi: Katarzyna Orzeszek, Karolina Stachyra, Barbara Eyman, Anna Niedźwiecka-Medek, Jarosław Westermark, Dorota Filipek-Załęska, Krzysztof Pieszak, Dariusz Banek

Teksty piosenek: Piotr Jachowicz, Marcin Sosnowski, Krzysztof Pieszak

Kierownictwo muzyczne: Zdzisław Zieliński

Realizacja dźwięku: Zdzisław Zieliński, Kacper Czech, Małgorzata Szymańska

Dźwięk: Sangtae Park

Produkcja: IYUNO Media Group

Wystąpili:
- Marcel Groblewski – Tygrysek Daniel
- Zofia Modej – Kicinka Katarzynka
- Karol Kwiatkowski – Pu-hu-chacz
- Natalia Jankiewicz – panienka Elenka
- Katarzyna Tatarak – pani Elena
- Monika Węgiel-Jarocińska – Mama
- Robert Tondera – Tata
- Zuzanna Jaźwińska – Krysia
- Mateusz Ceran – książę Środa
- Anna Apostolakis-Gluzińska – pani Hania
- Andrzej Blumenfeld – król Piątek
- Agnieszka Matysiak – królowa Sobota
- Karol Osentowski – książę Wtorek
- Agnieszka Fajlhauer – Henrietta
- Stanisław Brudny – Dziadziuś
- Joanna Pach-Żbikowska – doktor Anna
- Jakub Szydłowski – pan Stach
- Maciej Gąsiorek – pan Serdeczny
- Wojciech Brzeziński – pan Sówka
- Mariusz Czajka – Arni z piekarni

Wykonanie piosenek: Adam Krylik, Róża Zielińska, Janusz Szrom, Jerzy Grzechnik, Jakub Szydłowski

## Spis odcinków
| №              | Tytuł polski                                | Tytuł angielski                        |
| -------------- | ------------------------------------------- | -------------------------------------- |
| SERIA PIERWSZA |                                             |                                        |
| 01             | W szkole                                    | Daniel Visits School                   |
| 01             | Wizyta u lekarza                            | Daniel Visits the Doctor               |
| 02             | Opiekun Daniela                             | Daniel's Babysitter                    |
| 02             | Daniel idzie do szkoły                      | Daniel Goes To School                  |
| 03             | Daniel się złości                           | Daniel Gets Mad                        |
| 03             | Katarzynka się złości                       | Katerina Gets Mad                      |
| 04             | Książę Środa wymyśla zabawę                 | Prince Wednesday Finds a Way to Play   |
| 04             | Jak się bawić we „wszystko na odwrót”       | Finding a Way to Play on Backwards Day |
| 05             | Daniel i Pani Elena bawią się w kosmos      | Daniel and Miss Elaina Play Rocketship |
| 05             | Daniel bawi się na zamku                    | Daniel Plays at the Castle             |
| 06             | Przyjaciele sobie pomagają                  | Friends Help Each Other                |
| 06             | Daniel pomaga Panu Sówce opowiadać historię | Daniel Helps O Tell a Story            |
| 07             | Coś specjalnego dla taty                    | Something Special for Dad              |
| 07             | Kocham cię, mamo                            | I Love You, Mom                        |
| 08             | Wyprawa do Zaczarowanego ogrodu             | A Trip to the Enchanted Garden         |
| 08             | Wyprawa do fabryki kredek                   | A Trip to the Crayon Factory           |
| 09             | Daniel pożycza swój samochodzik             | Daniel Shares his Tigertastic Car      |
| 09             | Katerina pożycza swoją tutu                 | Katerina Shares her Tutu               |
| 10             | Książę Środa idzie zrobić siusiu            | Prince Wednesday Goes to the Potty     |
| 10             | Daniel idzie zrobić siusiu                  | Daniel Goes to the Potty               |
| 11             | Festiwal owoców                             | Fruit Picking Day                      |
| 11             | Daniel jest już duży i może pomagać tacie   | Daniel Is Big Enough to Help Dad       |
| 12             | Daniel czeka na zabawę „pokaż i opowiedz”   | Daniel Waits for Show and Tell         |
| 12             | Wyjście do restauracji                      | A Night Out at the Restaurant          |
| 13             | Dziękuję, Dziadku Tygrysie!                 | Thank You, Grandpere Tiger             |
| 13             | Dzień podziękowań                           | Neighborhood Thank You Day             |
| 14             | Wybory na placu zabaw                       | The Neighborhood Votes                 |
| 14             | Wybory w klasie                             | The Class Votes                        |
| 15             | Jak smakują warzywa?                        | Be a Vegetable Taster!                 |
| 15             | Daniel próbuje nowych potraw                | Daniel Tries a New Food                |
| 16             | Dzień dobry, Danielu                        | Good Morning Daniel                    |
| 16             | Dobranoc, Danielu                           | Goodnight Daniel                       |
| 17             | Daniel gra w piłkę                          | Daniel Plays Ball                      |
| 17             | Pan Sówka buduje wieżę                      | O Builds a Tower                       |
| 18             | Daniel idzie na szczepienie                 | Daniel Gets a Shot                     |
| 18             | Burza                                       | A Stormy Day                           |
| 19             | Daniel nocuje u znajomych                   | Daniel's Sleepover                     |
| 19             | Namiot za domem                             | Backyard Camping                       |
| 20             | Jesteś kimś wyjątkowym                      | You Are Special                        |
| 20             | Daniel jest wyjątkowy                       | Daniel Is Special                      |
| 21             | Urodziny Daniela                            | Daniel's Birthday                      |
| 21             | Piknik u Daniela                            | Daniel's Picnic                        |
| 22             | Smoczy taniec                               | The Dragon Dance                       |
| 22             | Urodziny pani Harriet                       | Teacher Harriet's Birthday             |
| 23             | Czas posprzątać                             | Clean Up Time                          |
| 23             | Wielkie sprzątanie na placu zabaw           | Neighborhood Clean Up                  |
| 24             | Wyobraź sobie, że...                        | Play Pretend                           |
| 24             | Super Daniel!                               | Super Daniel!                          |
| 25             | Daniel mówi, co czuje                       | Daniel Uses His Words                  |
| 25             | Wszyscy na pokład!                          | All Aboard!                            |
| 26             | Królewska piaskownica                       | The Royal Sandbox                      |
| 26             | Daniel przeprasza                           | Daniel Says I'm Sorry                  |
| 27             | Czas iść do domu                            | It's Time to Go                        |
| 27             | Daniel nie chce skończyć zabawy             | Daniel Doesn't Want to Stop Playing    |
| 28             | Dbaj o bezpieczeństwo                       | Safety Patrol                          |
| 28             | Uważaj na plaży                             | Safety at the Beach                    |
| 29             | Dzień sąsiada                               | Neighbor Day                           |
| 30             | W fabryce zegarów                           | Calm at the Clock Factory              |
| 30             | W bibliotece                                | Calm for Storytime                     |
| 31             | Nowa koleżanka Daniela                      | Daniel's New Friend                    |
| 31             | Różnimy się od siebie                       | Same and Different                     |
| 32             | Kostium Katarzynki                          | Katerina's Costume                     |
| 32             | Dzień Przebieranek                          | Dress Up Day                           |
| 33             | Dzień Śnieżynki!                            | Snowflake Day!                         |
| 34             | Pada śnieg                                  | A Snowy Day                            |
| 34             | Tutu na okrągło                             | Tutu All the Time                      |
| 35             | Daniel jest przeziębiony                    | Daniel Gets a Cold                     |
| 35             | Mama jest chora                             | Mom Tiger Is Sick                      |
| 36             | Kaczor idzie do domu                        | Duckling Goes Home                     |
| 36             | Daniel czuje się samotny                    | Daniel Feels Left Out                  |
| 37             | Daniel się denerwuje                        | Daniel Gets Frustrated                 |
| 37             | Złość w szkole                              | Frustration at School                  |
| 38             | Daniel jest zazdrosny                       | Daniel Is Jealous                      |
| 38             | Zazdrość w domku na drzewie                 | Jealousy at the Treehouse              |
| 39             | Uczucia innych                              | Someone Else's Feelings                |
| 39             | Empatia w szkole                            | Empathy at School                      |
| 40             | Daniel jest dyżurnym                        | Line Leader Daniel                     |
| 40             | Różne zawody                                | Neighborhood Jobs                      |
| SERIA DRUGA    |                                             |                                        |
| 41             |                                             | The Tiger Family Grows                 |
| 41             | Daniel Learns About Being a Big Brother     |                                        |
| 42             |                                             | The Baby is Here                       |
| 43             |                                             | Time for Daniel                        |
| 43             | There's Time for Daniel and Baby Too        |                                        |
| 44             |                                             | Playtime is Different                  |
| 44             | The Playground is Different with Baby       |                                        |
| 45             |                                             | Daniel Fixes Trolley                   |
| 45             | Problem Solver Daniel                       |                                        |
| 46             |                                             | Daniel's Friends Say No                |
| 46             | Prince Wednesday Doesn't Want to Play       |                                        |
| 47             |                                             | Daniel's Winter Adventure              |
| 47             | Neighborhood Nutcracker                     |                                        |
| 48             |                                             | It's Love Day!                         |
| 48             | Daniel's Love Day Surprise                  |                                        |
| 49             |                                             | Daniel Explores Nature                 |
| 49             | Daniel's Nature Walk                        |                                        |
| 50             |                                             | Miss Elaina Gets Hurt                  |
| 50             | Daniel Feels Better                         |                                        |
| 51             |                                             | Daniel Can't Ride Trolley              |
| 51             | Daniel Can't Get What He Wants              |                                        |
| 52             |                                             | Nighttime in the Neighborhood          |
| 53             |                                             | A Storm in the Neighborhood            |
| 53             | After the Neighborhood Storm                |                                        |
| 54             |                                             | Margaret's First Chime Time            |
| 54             | Tiger Family Fun                            |                                        |
| 55             |                                             | Looking for Snowball                   |
| 55             | Daniel's Neighbors Help                     |                                        |
| 56             |                                             | Daniel Makes a Mistake                 |
| 56             | Baking Mistakes                             |                                        |
| 57             |                                             | Daniel Thinks of Others                |
| 57             | Daniel Thinks of What Margaret Needs        |                                        |
| 58             |                                             | Daniel Takes Care of Snowball          |
| 58             | Margaret's Bathtime                         |                                        |
| 59             |                                             | Friends and Feelings                   |
| 59             | Daniel's Day of Many Feelings               |                                        |
| 60             |                                             | Daniel and Margaret Visit the Farm     |
| 60             | Fireflies and Fireworks                     |                                        |
| 61             |                                             | No Red Sweater for Daniel              |
| 61             | Teacher Harriet's New Hairdo                |                                        |
| 62             |                                             | Sharing at the Library                 |
| 62             | Daniel Shares with Margaret                 |                                        |
| 63             |                                             | Daniel's Happy Song                    |
| 63             | Prince Wednesday's Happy Birthday           |                                        |
| 64             |                                             | The Lemonade Stand                     |
| 64             | Mad at the Beach                            |                                        |
| 65             |                                             | Daniel Feels Two Feelings              |
| 65             | The Neighborhood Carnival                   |                                        |
| SERIA TRZECIA  |                                             |                                        |
| 66             |                                             | Daniel's Allergy                       |
| 66             | Allergies at School                         |                                        |
| 67             |                                             | Daniel Makes a Noise Maker             |
| 67             | Daniel Makes the Neighborhood               |                                        |
| 68             |                                             | The Neighborhood Fall Festival         |
| 68             | Field Day at School                         |                                        |
| 69             |                                             | Daniel and O's Road Trip               |
| 69             | Daniel's Puppet Plan                        |                                        |
| 70             |                                             | Daniel and Margaret Play School        |
| 70             | Treasure Hunt at the Castle                 |                                        |
| 71             |                                             | Tiger Family Trip                      |
| 72             |                                             | Visiting Grandpere                     |
| 72             | The Tiger Family Goes Back Home             |                                        |
| 73             |                                             | Daniel's Bicycle                       |
| 73             | Katerina's Magic Trick                      |                                        |
| 74             |                                             | Daniel Goes To Sleep                   |
| 74             | Prince Wednesday Sleeps Over                |                                        |
| 75             |                                             | Daniel Takes His Time                  |
| 75             | Sometimes It's Good To Go Slow              |                                        |
| 76             |                                             | King Daniel For The Day                |
| 77             |                                             | Firefighters At School                 |
| 77             | Daniel's Doll                               |                                        |
| 78             |                                             | Daniel's Very Different Day            |
| 78             | Class Trip To The Library                   |                                        |
| 79             |                                             | Daniel Loves Tigey                     |
| 79             | Daniel Needs Tigey At School                |                                        |
| 80             |                                             | Daniel's Fish Dies                     |
| 80             | Daniel's Strawberry Seeds                   |                                        |
| 81             |                                             | Daniel Wants To Be Alone               |
| 81             | Daniel's Alone Space                        |                                        |
| 82             |                                             | Daniel Gets Mad At Dad                 |
| 82             | Daniel Gets Mad At His Friends              |                                        |
| 83             |                                             | Daniel Doesn't Want To Go Potty        |
| 83             | Daniel Sits On The Potty                    |                                        |
| 84             |                                             | Circle Time Squabble                   |
| 84             | It's Not Okay to Hurt Someone               |                                        |
| 85             |                                             | Daniel Learns About Lizards            |
| 85             | Daniel Wonders About Trolley                |                                        |
| SERIA CZWARTA  |                                             |                                        |
| 86             |                                             | Daniel Finds Something to Do           |
| 86             | Daniel's Royal Good Time                    |                                        |
| 87             |                                             | Daniel's Lunch                         |
| 87             | Daniel's Toy                                |                                        |
| 88             |                                             | Jodi's First Day at School             |
| 88             | Daniel Plays at Jodi's House                |                                        |
| 89             |                                             | A New Friend at School                 |
| 89             | A New Friend at the Playground              |                                        |
| 90             |                                             | Daniel Visits the Dentist              |
| 90             | Daniel's First Haircut                      |                                        |
| 91             |                                             | Daniel's Obstacle Course               |
| 91             | Daniel Plays in a Gentle Way                |                                        |
| 92             |                                             | Daniel Learns to Ask First             |
| 92             | Friends Ask First                           |                                        |